# BRD Năstase Țiriac Trophy 2016
BRD Năstase Țiriac Trophy 2016 — тенісний турнір, що проходив на ґрунтових кортах у місті Бухарест, Румунія з 18 квітня. Належав до категорії ATP World Tour 250, був турніром серії Romanian Open 2016 року.

## Фінальна частина

### Одиночний розряд
Фернандо Вердаско —  Люка Пуй 6–3, 6–2

### Парний розряд
Флорін Мерджа /  Горія Текеу —  Кріс Гуччоне /  Андре Са 7–5, 6–4